# Gerbera maxima
Gerbera maxima là một loài thực vật có hoa trong họ Cúc. Loài này được (D.Don) Beauverd mô tả khoa học đầu tiên năm 1910.